# 国際放送機構

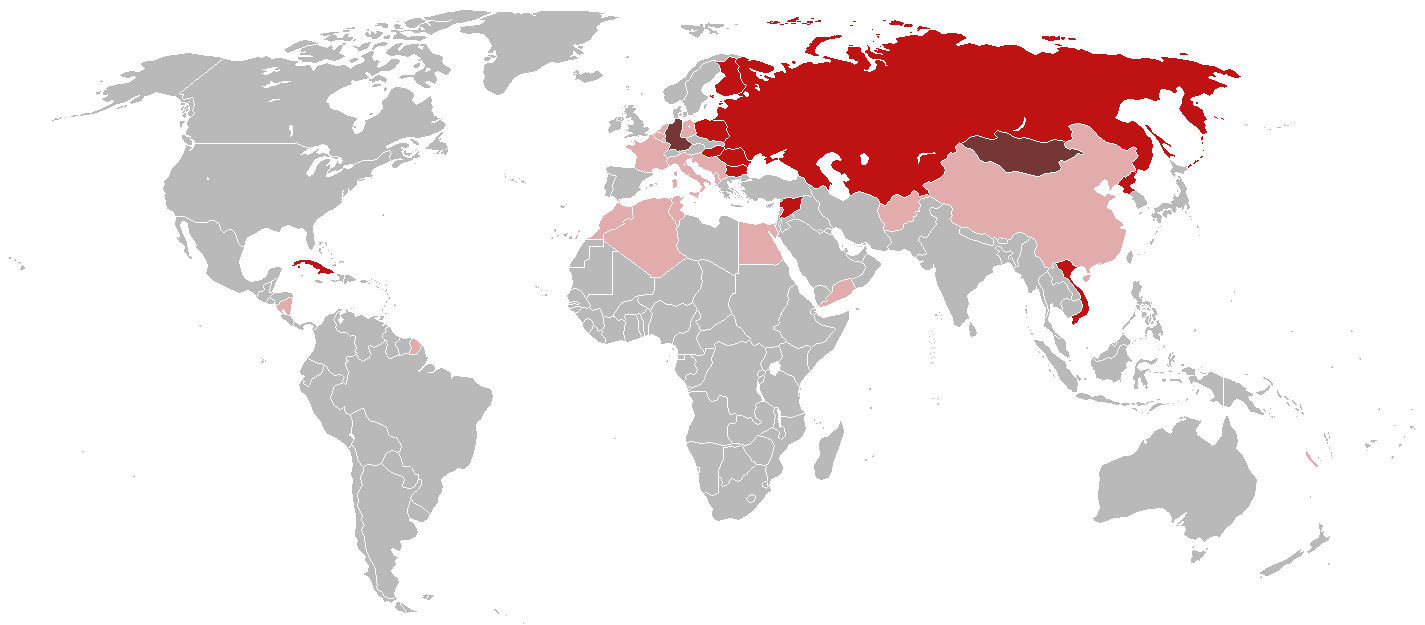
解散時の加盟国
加盟国になったことのある国
準加盟国

国際放送機構（こくさいほうそうきこう、OIRT: フランス語: Organisation Internationale de Radiodiffusion et de Télévision）は、かつてあった、ソビエト連邦及び東ヨーロッパを中心とした放送局の連合組織である。1960年まではOrganisation Internationale de Radiodiffusionの略でOIRだった。放送サービスを担う様々な組織間の関係の確立と情報の交換の確保、放送の利益の促進、国際協力による放送に関する様々な問題の解決策の探求、放送の発展を目的としたあらゆる対策の検討と実行を主な目的としていた。

## 歴史
1946年6月28日、26の加盟国によりOIRが設立された。その翌日、国際放送連合(UIR)の総会で、UIRを解散する決議案が提出されたが、過半数を獲得できなかった。しかし、UIRの28の加盟国のうち18か国がUIRを脱退し、OIRの共同創設者となった。
OIRの本部は、ブリュッセルのUIRのビルに設置された。技術的な活動は、ソ連とフランスを代表する2人の理事の権限のもとで再び取り上げられた。しかし、政治情勢は次第に冷戦へと悪化し、技術センターのスタッフの間に不安と不信感を生み出した。
1950年に、ベルギー、エジプト、フランス、イタリア、レバノン、ルクセンブルク、モナコ、モロッコ、オランダ、チュニジア、ユーゴスラビアの放送機関がOIRを脱退し、このうち西欧の放送機関は新設の欧州放送連合(EBU)に参加した。アルバニア、ブルガリア、チェコスロバキア、フィンランド（EBUの加盟国でもある）、東ドイツ、ハンガリー、ポーランド、ルーマニア、シリア、ソビエト連邦の放送機関は引き続きOIRに加盟した。その結果、1950年にOIR本部と技術センターはブリュッセルからプラハに移転した。戦前に既に活動していたベルギーを始めとする西側諸国のスタッフメンバーはそのままブリュッセルに留まり、ブリュッセルの施設はEBUの技術センターになった。
EBUと異なり、創設以来OIRTのメンバーはヨーロッパや地中海諸国に限定されず、世界的な組織として運営されていた。ヨーロッパ地域以外のメンバーには、キューバ、ベトナム、中華人民共和国、朝鮮民主主義人民共和国などの東側諸国と連携した国、ニカラグアやアフガニスタン民主共和国などの共産党に率いられて一時的にソ連の同盟国となった国が含まれる。
ソビエト連邦の崩壊から2年後の1993年1月1日、OIRTは欧州放送連合(EBU)と合併した。

## インタービジョン

ソ連で使用されたインタービジョンのロゴ

OIRTのテレビネットワークはインタービジョン（Intervision、ロシア語 Интервидение, ブルガリア語 Интервизия, ポーランド語 Interwizja, チェコ語 Intervize, ハンガリー語 Intervízió, フィンランド語 Intervisio）と呼ばれ、1960年に設立された。
1977年から1980年まで、EBUのユーロビジョン・ソング・コンテストにならって、ポーランドのソポトでインタービジョン・ソング・コンテストを4回開催した。

## 加盟組織
| 国名                   | 加盟組織                                                                         | 略称      | 加盟年 | 脱退年 |
| ---------------------- | -------------------------------------------------------------------------------- | --------- | ------ | ------ |
| アフガニスタン         | Radio Television Afghanistan                                                     | RTA       | 1978年 | 1992年 |
| アルバニア             | シュチプタルラジオ・テレビ                                                       | RTSH      | 1946年 | 1961年 |
| アルジェリア           | Radiodiffusion télévision algérienne                                             | RTA       | 1962年 | 1970年 |
| ベルギー               | ベルギー国営放送協会（フランス語放送）                                           | INR       | 1946年 | 1950年 |
| ベルギー               | ベルギー国営放送協会（オランダ語放送）                                           | NIR       | 1946年 | 1950年 |
| ベラルーシ             | ベラルーシ国営テレビ・ラジオ会社                                                 | BTRC      | 1991年 | 1993年 |
| ブルガリア             | ブルガリア国営ラジオ                                                             | BNR       | 1946年 | 1993年 |
| ブルガリア             | ブルガリア国営テレビ                                                             | BNT       | 1959年 | 1993年 |
| 中華人民共和国         | 北京放送局                                                                       | RP        | 1952年 | 1961年 |
| 中華人民共和国         | 北京電視台                                                                       | BTV       | 1958年 | 1961年 |
| キューバ               | Instituto Cubano de Radio y Televisión                                           | ICRT      | 1962年 | 1993年 |
| 東ドイツ               | DDRラジオ放送局                                                                  | DDR       | 1951年 | 1990年 |
| 東ドイツ               | ドイツテレビジョン放送                                                           | DFF       | 1952年 | 1990年 |
| エジプト               | ERTU                                                                             |           | 1946年 | 1950年 |
| エストニア             | Eesti Raadio                                                                     | ER        | 1991年 | 1993年 |
| エストニア             | Eesti Televisioon                                                                | ETV       | 1991年 | 1993年 |
| フィンランド           | フィンランド国営放送                                                             | Yle       | 1946年 | 1993年 |
| フランス               | Radiodiffusion française Radiodiffusion-Télévision Française                     | RDF / RTF | 1946年 | 1950年 |
| ハンガリー             | ハンガリー・ラジオ                                                               | HU        | 1946年 | 1993年 |
| ハンガリー             | ハンガリー・テレビ                                                               | MTV       | 1952年 | 1993年 |
| イタリア               | イタリア放送協会                                                                 | RAI       | 1946年 | 1950年 |
| ラトビア               | Latvijas Radio                                                                   | LR        | 1991年 | 1993年 |
| ラトビア               | Latvijas Televīzija                                                              | LTV       | 1991年 | 1993年 |
| レバノン               | Télé Liban                                                                       | TL        | 1946年 | 1950年 |
| リトアニア             | Lietuvos Radijas ir Televizija                                                   | LRT       | 1991年 | 1993年 |
| ルクセンブルク         | ラジオ・ルクセンブルク                                                           | CLR       | 1946年 | 1950年 |
| モロッコ               | Société Nationale de Radiodiffusion et de Télévision                             | SNRT      | 1946年 | 1950年 |
| モルドバ               | TeleRadio-Moldova                                                                | TRM       | 1991年 | 1993年 |
| モナコ                 | Radio Monte Carlo                                                                | RMC       | 1946年 | 1950年 |
| ニカラグア             | Sistema Sandinista de Televisión                                                 | SSTV      | 1984年 | 1990年 |
| オランダ               | オランダ公共放送                                                                 | NRU       | 1946年 | 1950年 |
| 朝鮮民主主義人民共和国 | 朝鮮中央放送委員会                                                               | KCBC      | 1953年 | 1993年 |
| ポーランド             | ポーランド・ラジオ                                                               | PR        | 1946年 | 1993年 |
| ポーランド             | ポーランド・テレビ                                                               | TVP       | 1952年 | 1993年 |
| ルーマニア             | Societatea Română de Radiodifuziune                                              | ROR       | 1946年 | 1993年 |
| ルーマニア             | ルーマニア・テレビ                                                               | TVR       | 1956年 | 1993年 |
| ロシア連邦             | Radio Dom Ostankino : - Radio Mayak (MK) - Radio Orpheus (OP) - ロシアの声 (VOR) | RDO       | 1991年 | 1993年 |
| ロシア連邦             | チャンネル1                                                                      | C1        | 1991年 | 1993年 |
| ロシア連邦             | 全ロシア国営テレビ・ラジオ放送会社                                               | RTR       | 1991年 | 1993年 |
| シリア                 | Organisme de la Radio-Télévision Arabe Syrienne                                  | ORTAS     | 1946年 | 1993年 |
| ソビエト連邦           | Vsesoyuznoye radio                                                               |           | 1946年 | 1991年 |
| ソビエト連邦           | ソビエト連邦中央テレビ                                                           | TsT SSSR  | 1946年 | 1991年 |
| チェコスロバキア       | 国営チェコスロバキア放送                                                         | ČSR       | 1946年 | 1992年 |
| チェコスロバキア       | Československá televize                                                          | ČST       | 1957年 | 1992年 |
| チュニジア             | Radio Tunis                                                                      | RT        | 1946年 | 1950年 |
| ウクライナ             | Natsionalna Radiokompanya Ukraïny                                                | NRU       | 1991年 | 1993年 |
| ウクライナ             | Natsionalna Telekompaniya Ukraïny                                                | NTU       | 1991年 | 1993年 |
| ベトナム               | ベトナムの声                                                                     | VOV       | 1956年 | 1993年 |
| ベトナム               | ベトナムテレビジョン                                                             | VTV       | 1976年 | 1993年 |
| 南イエメン             | Aden Radio                                                                       |           | 1971年 | 1990年 |
| 南イエメン             | Yemen TV                                                                         |           | 1971年 | 1990年 |
| ユーゴスラビア         | Jugoslovenska Radio-Televizija                                                   | JRT       | 1946年 | 1950年 |

## 準加盟組織
| 国名     | 加盟組織           | 略称 | 加盟年 | 脱退年 |
| -------- | ------------------ | ---- | ------ | ------ |
| 西ドイツ | ドイツ公共放送連盟 | ARD  | 1988年 | 1993年 |
| 西ドイツ | 第2ドイツテレビ    | ZDF  | 1988年 | 1993年 |
| モンゴル | モンゴル国営放送   | MNB  | 1967年 | 1993年 |